# Élections cantonales de 2011 dans le Val-d'Oise
Les élections cantonales ont lieu les 20 et 27 mars 2011.

## Contexte départemental

### Assemblée départementale sortante
Avant les élections, le conseil général du Val-d'Oise est présidé par Didier Arnal (PS). Il comprend 39 conseillers généraux issus des 39 cantons du Val-d'Oise. 19 d'entre eux sont renouvelables lors de ces élections. La majorité départementale de gauche est représentée par le groupe Socialistes et apparentés et par le groupe Communistes. L'opposition de droite est regroupée derrière l'UVO.
| Parti                             | Sigle | Élus |
| --------------------------------- | ----- | ---- |
| Majorité (19 sièges)              |       |      |
| Parti socialiste                  | PS    | 15   |
| Divers gauche                     | DVG   | 2    |
| Parti radical de gauche           | PRG   | 1    |
| Parti communiste français         | PCF   | 1    |
| Opposition (19 sièges)            |       |      |
| Union pour un mouvement populaire | UMP   | 13   |
| Divers droite                     | DVD   | 5    |
| Debout la République              | DLR   | 1    |
| Divers (1 siège)                  |       |      |
| Sans étiquette                    | SE    | 1    |
| Président du conseil général      |       |      |
| Didier Arnal (PS)                 |       |      |

### Liste des élus
| Canton                 | Conseiller sortant   | Étiquette | Étiquette | Candidat élu             | Étiquette | Étiquette |
| ---------------------- | -------------------- | --------- | --------- | ------------------------ | --------- | --------- |
| Argenteuil-Nord        | Philippe Doucet*     |           | PS        | Georges Mothron          |           | UMP       |
| Argenteuil-Ouest       | Alain Leikine        |           | PRG       | Xavier Péricat           |           | UMP       |
| Beauchamp              | Raymond Lavaud*      |           | DVD       | Gérard Lambert-Motte     |           | UMP       |
| Beaumont-sur-Oise      | Arnaud Bazin         |           | DVD       | Arnaud Bazin             |           | DVD       |
| Eaubonne               | François Balageas    |           | PS        | François Balageas        |           | PS        |
| Ecouen                 | Philippe Demaret     |           | PS        | Philippe Demaret         |           | PS        |
| Franconville           | Gérard Sébaoun       |           | PS        | Marie-Christine Cavecchi |           | UMP       |
| Garges-lès-Gonesse-Est | Hussein Mokhtari     |           | PS        | Hussein Mokhtari         |           | PS        |
| Gonesse                | Viviane Gris*        |           | PS        | Cédric Sabouret          |           | PS        |
| Herblay                | Patrick Barbe        |           | UMP       | Nelly Léon               |           | PS        |
| Magny-en-Vexin         | Jean-Pierre Muller   |           | DVG       | Jean-Pierre Muller       |           | DVG       |
| Marines                | Jean Pichery         |           | UMP       | Jean Pichery             |           | UMP       |
| Montmorency            | François Lonchambon* |           | UMP       | Michèle Berthy           |           | UMP       |
| Saint-Ouen-l'Aumône    | Andrée Salgues       |           | PS        | Andrée Salgues           |           | PS        |
| Sannois                | Christophe Dulouard  |           | PS        | Marie-Evelyne Christin   |           | UMP       |
| Sarcelles-Nord-Est     | Youri Mazou-Sacko    |           | PS        | Youri Mazou-Sacko        |           | PS        |
| Sarcelles-Sud-Ouest    | Didier Arnal         |           | PS        | Didier Arnal             |           | PS        |
| Vallée-du-Sausseron    | Gérard Claudel*      |           | DVD       | Jean-Pierre Bequet       |           | PS        |
| Viarmes                | Daniel Desse         |           | UMP       | Daniel Desse             |           | UMP       |

*Conseillers généraux sortants ne se représentant pas

## Résultats à l'échelle du département

### Résultats en nombre de sièges
| Parti | Sièges mis en jeu | Élus | Évolution |
| ----- | ----------------- | ---- | --------- |
| PS    | 10                | 9    | -1        |
| UMP   | 4                 | 8    | +4        |
| DVD   | 3                 | 1    | -2        |
| PRG   | 1                 | 0    | -1        |
| DVG   | 1                 | 1    | =         |
| PCF   | 0                 | 0    | =         |
| DLR   | 0                 | 0    | =         |

### Assemblée départementale à l'issue des élections
| Parti                             | Sigle | Élus |
| --------------------------------- | ----- | ---- |
| Majorité (21 sièges)              |       |      |
| Union pour un mouvement populaire | UMP   | 17   |
| Divers droite                     | DVD   | 3    |
| Debout la République              | DLR   | 1    |
| Opposition (17 sièges)            |       |      |
| Parti socialiste                  | PS    | 14   |
| Divers gauche                     | DVG   | 2    |
| Parti communiste français         | PCF   | 1    |
| Divers (1 siège)                  |       |      |
| Sans étiquette                    | SE    | 1    |
| Président du conseil général      |       |      |
| Arnaud Bazin (DVD)                |       |      |

## Résultats par canton

### Canton d'Argenteuil-Nord
| Candidat       | Candidat                 | Étiquette      | Premier tour | Premier tour | Second tour | Second tour |
| Candidat       | Candidat                 | Étiquette      | Voix         | %            | Voix        | %           |
| -------------- | ------------------------ | -------------- | ------------ | ------------ | ----------- | ----------- |
|                | Georges Mothron          | UMP            | 2 047        | 35,86        | 3 069       | 54,93       |
|                | Michel Vampouille        | EÉLV           | 1 117        | 19,57        | 2 518       | 45,07       |
|                | Jean-Michel Richez       | FN             | 952          | 16,68        |             |             |
|                | Rachida Habri            | FDG            | 539          | 9,44         |             |             |
|                | Hamou Aguini             | SE             | 500          | 8,76         |             |             |
|                | Omar Slaouti             | NPA            | 185          | 3,24         |             |             |
|                | Frédéric Lefebvre-Naré   | MoDem          | 156          | 2,73         |             |             |
|                | Pierre Le Gall           | PRG            | 95           | 1,66         |             |             |
|                | Franck Debeaud           | PCD            | 74           | 1,30         |             |             |
|                | Alain-Frédéric Fernandez | DVD            | 43           | 0,75         |             |             |
|                |                          |                |              |              |             |             |
| Inscrits       | Inscrits                 | Inscrits       | 13 999       | 100,00       | 14 000      | 100,00      |
| Abstentions    | Abstentions              | Abstentions    | 8 105        | 57,90        | 8 113       | 57,95       |
| Votants        | Votants                  | Votants        | 5 894        | 42,10        | 5 887       | 42,05       |
| Blancs et nuls | Blancs et nuls           | Blancs et nuls | 186          | 3,16         | 300         | 5,10        |
| Exprimés       | Exprimés                 | Exprimés       | 5 708        | 96,84        | 5 587       | 94,90       |

Sortant : Philippe Doucet (PS)

### Canton d'Argenteuil-Ouest
| Candidat       | Candidat           | Étiquette      | Premier tour | Premier tour | Second tour | Second tour |
| Candidat       | Candidat           | Étiquette      | Voix         | %            | Voix        | %           |
| -------------- | ------------------ | -------------- | ------------ | ------------ | ----------- | ----------- |
|                | Xavier Péricat     | UMP            | 2 028        | 32,64        | 3 265       | 50,17       |
|                | Nicolas Bougeard   | PS             | 1 430        | 23,02        | 3 243       | 49,83       |
|                | Aurélie Thomas     | FN             | 1 099        | 17,69        |             |             |
|                | Alain Leikine*     | PRG            | 692          | 11,14        |             |             |
|                | Francis Gabouleaud | FDG            | 475          | 7,65         |             |             |
|                | Fabrice David      | ECO            | 331          | 5,33         |             |             |
|                | Eric Fluck         | MoDem          | 157          | 2,53         |             |             |
|                | Ahmed Ghili        | DVG            | 1            | 0,02         |             |             |
|                |                    |                |              |              |             |             |
| Inscrits       | Inscrits           | Inscrits       | 17 738       | 100,00       | 17 738      | 100,00      |
| Abstentions    | Abstentions        | Abstentions    | 11 246       | 63,40        | 10 909      | 61,50       |
| Votants        | Votants            | Votants        | 6 492        | 36,60        | 6 829       | 38,50       |
| Blancs et nuls | Blancs et nuls     | Blancs et nuls | 279          | 4,30         | 321         | 4,70        |
| Exprimés       | Exprimés           | Exprimés       | 6 213        | 95,70        | 6 508       | 95,30       |

*sortant

### Canton de Beauchamp
| Candidat       | Candidat             | Étiquette      | Premier tour | Premier tour | Second tour | Second tour |
| Candidat       | Candidat             | Étiquette      | Voix         | %            | Voix        | %           |
| -------------- | -------------------- | -------------- | ------------ | ------------ | ----------- | ----------- |
|                | Gérard Lambert-Motte | UMP            | 1 959        | 31,55        | 3 294       | 54,83       |
|                | Patrick Planche      | EÉLV           | 1 399        | 22,53        | 2 714       | 45,17       |
|                | Christian Malacain   | FN             | 1 129        | 18,18        |             |             |
|                | Claude Cauet         | FDG            | 762          | 12,27        |             |             |
|                | Francine Occis       | SE             | 738          | 11,89        |             |             |
|                | Nicolas Calbrix      | DLR            | 222          | 3,58         |             |             |
|                |                      |                |              |              |             |             |
| Inscrits       | Inscrits             | Inscrits       | 16 101       | 100,00       | 16 101      | 100,00      |
| Abstentions    | Abstentions          | Abstentions    | 9 799        | 60,86        | 9 730       | 60,43       |
| Votants        | Votants              | Votants        | 6 302        | 39,14        | 6 371       | 39,57       |
| Blancs et nuls | Blancs et nuls       | Blancs et nuls | 93           | 1,48         | 363         | 5,70        |
| Exprimés       | Exprimés             | Exprimés       | 6 209        | 98,52        | 6 008       | 94,30       |

Sortant : Raymond Lavaud (DVD)

### Canton de Beaumont-sur-Oise
| Candidat       | Candidat           | Étiquette      | Premier tour | Premier tour | Second tour | Second tour |
| Candidat       | Candidat           | Étiquette      | Voix         | %            | Voix        | %           |
| -------------- | ------------------ | -------------- | ------------ | ------------ | ----------- | ----------- |
|                | Arnaud Bazin*      | DVD            | 2 794        | 38,75        | 5 092       | 69,48       |
|                | Yves Colla         | FN             | 1 684        | 23,36        | 2 237       | 30,52       |
|                | Emmanuel Maurel    | PS             | 1 640        | 22,75        |             |             |
|                | François Delcombre | EÉLV           | 552          | 7,66         |             |             |
|                | Dominique Frémin   | FDG            | 443          | 6,14         |             |             |
|                | Jean-Marc Petit    | POI            | 97           | 1,35         |             |             |
|                |                    |                |              |              |             |             |
| Inscrits       | Inscrits           | Inscrits       | 19 225       | 100,00       | 19 225      | 100,00      |
| Abstentions    | Abstentions        | Abstentions    | 11 914       | 61,97        | 11 303      | 58,79       |
| Votants        | Votants            | Votants        | 7 311        | 38,03        | 7 922       | 41,21       |
| Blancs et nuls | Blancs et nuls     | Blancs et nuls | 101          | 1,38         | 593         | 7,49        |
| Exprimés       | Exprimés           | Exprimés       | 7 210        | 98,62        | 7 329       | 92,51       |

*sortant

### Canton d'Eaubonne
| Candidat       | Candidat              | Étiquette      | Premier tour | Premier tour | Second tour | Second tour |
| Candidat       | Candidat              | Étiquette      | Voix         | %            | Voix        | %           |
| -------------- | --------------------- | -------------- | ------------ | ------------ | ----------- | ----------- |
|                | François Balageas*    | PS             | 2 451        | 39,95        | 4 238       | 66,02       |
|                | Alain Plaziat         | FN             | 1 293        | 21,08        | 2 181       | 33,98       |
|                | Gérald Sarizafy       | UMP            | 1 196        | 19,49        |             |             |
|                | Pierre-Luc Kolczynski | DLR            | 546          | 8,90         |             |             |
|                | Marc Schweitzer       | FDG            | 360          | 5,87         |             |             |
|                | Gérard Tabary         | DVD            | 231          | 3,77         |             |             |
|                | Alain Poupard         | POI            | 58           | 0,95         |             |             |
|                |                       |                |              |              |             |             |
| Inscrits       | Inscrits              | Inscrits       | 16 049       | 100,00       | 16 049      | 100,00      |
| Abstentions    | Abstentions           | Abstentions    | 9 790        | 61,00        | 9 034       | 56,29       |
| Votants        | Votants               | Votants        | 6 259        | 39,00        | 7 015       | 43,71       |
| Blancs et nuls | Blancs et nuls        | Blancs et nuls | 124          | 1,98         | 596         | 8,50        |
| Exprimés       | Exprimés              | Exprimés       | 6 135        | 98,02        | 6 419       | 91,50       |

*sortant

### Canton d'Ecouen
| Candidat       | Candidat                  | Étiquette      | Premier tour | Premier tour | Second tour | Second tour |
| Candidat       | Candidat                  | Étiquette      | Voix         | %            | Voix        | %           |
| -------------- | ------------------------- | -------------- | ------------ | ------------ | ----------- | ----------- |
|                | Philippe Demaret*         | PS             | 2 447        | 34,31        | 3 975       | 54,06       |
|                | Guerric Jacquet           | UMP            | 2 085        | 29,23        | 3 378       | 45,94       |
|                | Marie-Gabrielle Kelhetter | FN             | 1 338        | 18,76        |             |             |
|                | Daniel Cariani            | EÉLV           | 824          | 11,55        |             |             |
|                | Chedlia Breigeat          | FDG            | 439          | 6,15         |             |             |
|                |                           |                |              |              |             |             |
| Inscrits       | Inscrits                  | Inscrits       | 20 409       | 100,00       | 20 415      | 100,00      |
| Abstentions    | Abstentions               | Abstentions    | 13 157       | 64,47        | 12 674      | 62,08       |
| Votants        | Votants                   | Votants        | 7 252        | 35,53        | 7 741       | 37,92       |
| Blancs et nuls | Blancs et nuls            | Blancs et nuls | 119          | 1,64         | 388         | 5,01        |
| Exprimés       | Exprimés                  | Exprimés       | 7 133        | 98,36        | 7 353       | 94,99       |

*sortant

### Canton de Franconville
| Candidat       | Candidat                 | Étiquette      | Premier tour | Premier tour | Second tour | Second tour |
| Candidat       | Candidat                 | Étiquette      | Voix         | %            | Voix        | %           |
| -------------- | ------------------------ | -------------- | ------------ | ------------ | ----------- | ----------- |
|                | Marie-Christine Cavecchi | UMP            | 2 673        | 36,98        | 3 886       | 52,11       |
|                | Gérard Sébaoun*          | PS             | 2 390        | 33,07        | 3 571       | 47,89       |
|                | Alexandre Simonnot       | FN             | 1 617        | 22,37        |             |             |
|                | Patrice Lavaud           | FDG            | 548          | 7,58         |             |             |
|                |                          |                |              |              |             |             |
| Inscrits       | Inscrits                 | Inscrits       | 21 303       | 100,00       | 21 303      | 100,00      |
| Abstentions    | Abstentions              | Abstentions    | 13 935       | 65,41        | 13 474      | 63,25       |
| Votants        | Votants                  | Votants        | 7 368        | 34,59        | 7 829       | 36,75       |
| Blancs et nuls | Blancs et nuls           | Blancs et nuls | 140          | 1,90         | 372         | 4,75        |
| Exprimés       | Exprimés                 | Exprimés       | 7 228        | 98,10        | 7 457       | 95,25       |

*sortant

### Canton de Garges-lès-Gonesse-Est
| Candidat       | Candidat          | Étiquette      | Premier tour | Premier tour | Second tour | Second tour |
| Candidat       | Candidat          | Étiquette      | Voix         | %            | Voix        | %           |
| -------------- | ----------------- | -------------- | ------------ | ------------ | ----------- | ----------- |
|                | Hussein Mokhtari* | PS             | 1 027        | 33,39        | 1 891       | 55,18       |
|                | Maurice Lefèvre   | UMP            | 961          | 31,24        | 1 536       | 44,82       |
|                | Claude Tchalekian | FN             | 412          | 13,39        |             |             |
|                | Francis Parny     | FDG            | 311          | 10,11        |             |             |
|                | Yassine Ayari     | EÉLV           | 215          | 6,99         |             |             |
|                | Badia Chouraki    | SE             | 135          | 4,39         |             |             |
|                | Rita Hurtus       | PRG            | 15           | 0,49         |             |             |
|                |                   |                |              |              |             |             |
| Inscrits       | Inscrits          | Inscrits       | 9 528        | 100,00       | 9 528       | 100,00      |
| Abstentions    | Abstentions       | Abstentions    | 6 392        | 67,09        | 5 952       | 62,47       |
| Votants        | Votants           | Votants        | 3 136        | 32,91        | 3 576       | 37,53       |
| Blancs et nuls | Blancs et nuls    | Blancs et nuls | 60           | 1,91         | 149         | 4,17        |
| Exprimés       | Exprimés          | Exprimés       | 3 076        | 98,09        | 3 427       | 95,83       |

*sortant

### Canton de Gonesse
| Candidat       | Candidat             | Étiquette      | Premier tour | Premier tour | Second tour | Second tour |
| Candidat       | Candidat             | Étiquette      | Voix         | %            | Voix        | %           |
| -------------- | -------------------- | -------------- | ------------ | ------------ | ----------- | ----------- |
|                | Cédric Sabouret      | PS             | 2 158        | 33,75        | 4 195       | 60,20       |
|                | Éric Locaputo        | FN             | 1 719        | 26,88        | 2 773       | 39,80       |
|                | Geoffroy Didier      | UMP            | 1 085        | 16,97        |             |             |
|                | Françoise Hennebelle | FDG            | 412          | 6,44         |             |             |
|                | Mohamed Ouerfelli    | EÉLV           | 393          | 6,15         |             |             |
|                | Mohammed Hakkou      | SE             | 260          | 4,07         |             |             |
|                | Karim Ouchikh        | DLR            | 188          | 2,94         |             |             |
|                | Antoine Vandelet     | PCD            | 179          | 2,80         |             |             |
|                |                      |                |              |              |             |             |
| Inscrits       | Inscrits             | Inscrits       | 20 332       | 100,00       | 20 331      | 100,00      |
| Abstentions    | Abstentions          | Abstentions    | 13 762       | 67,69        | 12 931      | 63,60       |
| Votants        | Votants              | Votants        | 6 570        | 32,31        | 7 400       | 36,40       |
| Blancs et nuls | Blancs et nuls       | Blancs et nuls | 176          | 2,68         | 432         | 5,84        |
| Exprimés       | Exprimés             | Exprimés       | 6 394        | 97,32        | 6 968       | 94,16       |

Sortante : Viviane Gris (PS)

### Canton d'Herblay
| Candidat       | Candidat                   | Étiquette      | Premier tour | Premier tour | Second tour | Second tour |
| Candidat       | Candidat                   | Étiquette      | Voix         | %            | Voix        | %           |
| -------------- | -------------------------- | -------------- | ------------ | ------------ | ----------- | ----------- |
|                | Patrick Barbe*             | UMP            | 2 374        | 30,35        | 3 663       | 48,76       |
|                | Nelly Léon                 | PS             | 1 834        | 23,45        | 3 850       | 51,24       |
|                | Laure Simonnot             | FN             | 1 490        | 19,05        |             |             |
|                | Loeiz Rapinel              | EÉLV           | 906          | 11,58        |             |             |
|                | Laurence Marchand-Taillade | PRG            | 456          | 5,83         |             |             |
|                | Laurence Schmitt           | FDG            | 454          | 5,80         |             |             |
|                | Stéphane Cesario           | MoDem          | 164          | 2,10         |             |             |
|                | Daniel Cytwinski           | DVD            | 143          | 1,83         |             |             |
|                |                            |                |              |              |             |             |
| Inscrits       | Inscrits                   | Inscrits       | 20 185       | 100,00       | 20 185      | 100,00      |
| Abstentions    | Abstentions                | Abstentions    | 12 230       | 60,59        | 12 200      | 60,44       |
| Votants        | Votants                    | Votants        | 7 955        | 39,41        | 7 985       | 39,56       |
| Blancs et nuls | Blancs et nuls             | Blancs et nuls | 134          | 1,68         | 472         | 5,91        |
| Exprimés       | Exprimés                   | Exprimés       | 7 821        | 98,32        | 7 513       | 94,09       |

*sortant

### Canton de Magny-en-Vexin
| Candidat       | Candidat             | Étiquette      | Premier tour | Premier tour | Second tour | Second tour |
| Candidat       | Candidat             | Étiquette      | Voix         | %            | Voix        | %           |
| -------------- | -------------------- | -------------- | ------------ | ------------ | ----------- | ----------- |
|                | Jean-Pierre Muller*  | DVG            | 1 900        | 37,46        | 2 822       | 55,93       |
|                | Jean-François Renard | UMP            | 1 338        | 26,38        | 2 224       | 44,07       |
|                | Carl Haouas          | FN             | 983          | 19,38        |             |             |
|                | Joan Fenet           | EÉLV           | 481          | 9,48         |             |             |
|                | Alexis Zakharevitch  | FDG            | 210          | 4,14         |             |             |
|                | Joël Pujol           | POI            | 86           | 1,70         |             |             |
|                | Christian Rivoal     | DLR            | 74           | 1,46         |             |             |
|                |                      |                |              |              |             |             |
| Inscrits       | Inscrits             | Inscrits       | 11 435       | 100,00       | 11 440      | 100,00      |
| Abstentions    | Abstentions          | Abstentions    | 6 259        | 54,74        | 6 029       | 52,70       |
| Votants        | Votants              | Votants        | 5 176        | 45,26        | 5 411       | 47,30       |
| Blancs et nuls | Blancs et nuls       | Blancs et nuls | 104          | 2,01         | 365         | 6,75        |
| Exprimés       | Exprimés             | Exprimés       | 5 072        | 97,99        | 5 046       | 93,25       |

*sortant

### Canton de Marines
| Candidat       | Candidat              | Étiquette      | Premier tour | Premier tour | Second tour | Second tour |
| Candidat       | Candidat              | Étiquette      | Voix         | %            | Voix        | %           |
| -------------- | --------------------- | -------------- | ------------ | ------------ | ----------- | ----------- |
|                | Jean Pichery*         | UMP            | 1 826        | 45,20        | 2 379       | 58,76       |
|                | Jacqueline Maigret    | DVG            | 1 236        | 30,59        | 1 670       | 41,24       |
|                | Jean-Aurélien Plaziat | FN             | 737          | 18,24        |             |             |
|                | Hervé Mudry           | FDG            | 241          | 5,97         |             |             |
|                |                       |                |              |              |             |             |
| Inscrits       | Inscrits              | Inscrits       | 8 283        | 100,00       | 8 283       | 100,00      |
| Abstentions    | Abstentions           | Abstentions    | 4 157        | 50,19        | 4 039       | 48,76       |
| Votants        | Votants               | Votants        | 4 126        | 49,81        | 4 244       | 51,24       |
| Blancs et nuls | Blancs et nuls        | Blancs et nuls | 86           | 2,08         | 195         | 4,59        |
| Exprimés       | Exprimés              | Exprimés       | 4 040        | 97,92        | 4 049       | 95,41       |

*sortant

### Canton de Montmorency
| Candidat       | Candidat                  | Étiquette      | Premier tour | Premier tour | Second tour | Second tour |
| Candidat       | Candidat                  | Étiquette      | Voix         | %            | Voix        | %           |
| -------------- | ------------------------- | -------------- | ------------ | ------------ | ----------- | ----------- |
|                | Michèle Berthy            | UMP            | 2 120        | 30,96        | 3 633       | 51,24       |
|                | François Detton           | DVG            | 2 051        | 29,95        | 3 457       | 48,76       |
|                | Gino Bombardieri          | FN             | 1 424        | 20,79        |             |             |
|                | Catherine David-Delcombre | EÉLV           | 933          | 13,62        |             |             |
|                | Franck Capmarty           | FDG            | 320          | 4,67         |             |             |
|                |                           |                |              |              |             |             |
| Inscrits       | Inscrits                  | Inscrits       | 18 389       | 100,00       | 18 389      | 100,00      |
| Abstentions    | Abstentions               | Abstentions    | 11 428       | 62,15        | 10 939      | 59,49       |
| Votants        | Votants                   | Votants        | 6 961        | 37,85        | 7 450       | 40,51       |
| Blancs et nuls | Blancs et nuls            | Blancs et nuls | 113          | 1,62         | 360         | 4,83        |
| Exprimés       | Exprimés                  | Exprimés       | 6 848        | 98,38        | 7 090       | 95,17       |

Sortant : François Lonchambon (UMP)

### Canton de Saint-Ouen-l'Aumône
| Candidat       | Candidat                     | Étiquette      | Premier tour | Premier tour | Second tour | Second tour |
| Candidat       | Candidat                     | Étiquette      | Voix         | %            | Voix        | %           |
| -------------- | ---------------------------- | -------------- | ------------ | ------------ | ----------- | ----------- |
|                | Andrée Salgues*              | PS             | 2 134        | 36,84        | 4 439       | 67,75       |
|                | David Chevrier               | FN             | 1 327        | 22,91        | 2 113       | 32,25       |
|                | Véronique Pélissier          | UMP            | 919          | 15,87        |             |             |
|                | Rose-Marie Saint-Germes Akar | EÉLV           | 816          | 14,09        |             |             |
|                | Isabelle Duchet              | FDG            | 490          | 8,46         |             |             |
|                | Roland Delahaye              | POI            | 106          | 1,83         |             |             |
|                |                              |                |              |              |             |             |
| Inscrits       | Inscrits                     | Inscrits       | 17 518       | 100,00       | 17 518      | 100,00      |
| Abstentions    | Abstentions                  | Abstentions    | 11 627       | 66,37        | 10 594      | 60,47       |
| Votants        | Votants                      | Votants        | 5 891        | 33,63        | 6 924       | 39,53       |
| Blancs et nuls | Blancs et nuls               | Blancs et nuls | 99           | 1,68         | 372         | 5,37        |
| Exprimés       | Exprimés                     | Exprimés       | 5 792        | 98,32        | 6 552       | 94,63       |

*sortante

### Canton de Sannois
| Candidat       | Candidat               | Étiquette      | Premier tour | Premier tour | Second tour | Second tour |
| Candidat       | Candidat               | Étiquette      | Voix         | %            | Voix        | %           |
| -------------- | ---------------------- | -------------- | ------------ | ------------ | ----------- | ----------- |
|                | Marie-Evelyne Christin | UMP            | 1 930        | 32,82        | 3 050       | 50,31       |
|                | Christophe Dulouard*   | PS             | 1 636        | 27,82        | 3 013       | 49,69       |
|                | Hervé Gurdebeke        | FN             | 1 205        | 20,49        |             |             |
|                | Roger Pitiot           | EÉLV           | 596          | 10,13        |             |             |
|                | Gilles Heurfin         | FDG            | 442          | 7,52         |             |             |
|                | Jean-Claude Velez      | POI            | 72           | 1,22         |             |             |
|                |                        |                |              |              |             |             |
| Inscrits       | Inscrits               | Inscrits       | 16 209       | 100,00       | 16 209      | 100,00      |
| Abstentions    | Abstentions            | Abstentions    | 10 214       | 63,01        | 9 810       | 60,52       |
| Votants        | Votants                | Votants        | 5 995        | 36,99        | 6 399       | 39,48       |
| Blancs et nuls | Blancs et nuls         | Blancs et nuls | 114          | 1,90         | 336         | 5,25        |
| Exprimés       | Exprimés               | Exprimés       | 5 881        | 98,10        | 6 063       | 94,75       |

*sortant

### Canton de Sarcelles-Nord-Est
| Candidat       | Candidat           | Étiquette      | Premier tour | Premier tour | Second tour | Second tour |
| Candidat       | Candidat           | Étiquette      | Voix         | %            | Voix        | %           |
| -------------- | ------------------ | -------------- | ------------ | ------------ | ----------- | ----------- |
|                | Youri Mazou-Sacko* | PS             | 1 475        | 37,06        | 2 590       | 63,16       |
|                | Jacques Kas        | UMP            | 867          | 21,78        | 1 511       | 36,84       |
|                | Jacques Clement    | FN             | 853          | 21,43        |             |             |
|                | Chantal Gourinel   | EÉLV           | 277          | 6,96         |             |             |
|                | Farid Berhal       | FDG            | 275          | 6,91         |             |             |
|                | Rosan Hurtus       | PRG            | 233          | 5,85         |             |             |
|                |                    |                |              |              |             |             |
| Inscrits       | Inscrits           | Inscrits       | 14 532       | 100,00       | 14 532      | 100,00      |
| Abstentions    | Abstentions        | Abstentions    | 10 436       | 71,81        | 10 106      | 69,54       |
| Votants        | Votants            | Votants        | 4 096        | 28,19        | 4 426       | 30,46       |
| Blancs et nuls | Blancs et nuls     | Blancs et nuls | 116          | 2,83         | 325         | 7,34        |
| Exprimés       | Exprimés           | Exprimés       | 3 980        | 97,17        | 4 101       | 92,66       |

*sortant

### Canton de Sarcelles-Sud-Ouest
| Candidat       | Candidat               | Étiquette      | Premier tour | Premier tour | Second tour | Second tour |
| Candidat       | Candidat               | Étiquette      | Voix         | %            | Voix        | %           |
| -------------- | ---------------------- | -------------- | ------------ | ------------ | ----------- | ----------- |
|                | Didier Arnal*          | PS             | 1 204        | 45,40        | 2 568       | 76,82       |
|                | Reine Bence            | FN             | 448          | 16,89        | 775         | 23,18       |
|                | Marc Sonnet            | UMP            | 340          | 12,82        |             |             |
|                | Antoine Espiasse       | DVG            | 311          | 11,73        |             |             |
|                | Éliette Fontaine       | FDG            | 158          | 5,96         |             |             |
|                | Myriam Duquenne        | EÉLV           | 154          | 5,81         |             |             |
|                | Marie-Madeleine Cottez | PRG            | 37           | 1,40         |             |             |
|                |                        |                |              |              |             |             |
| Inscrits       | Inscrits               | Inscrits       | 13 187       | 100,00       | 13 187      | 100,00      |
| Abstentions    | Abstentions            | Abstentions    | 10 479       | 79,46        | 9 709       | 73,63       |
| Votants        | Votants                | Votants        | 2 708        | 20,54        | 3 478       | 26,37       |
| Blancs et nuls | Blancs et nuls         | Blancs et nuls | 56           | 2,07         | 135         | 3,88        |
| Exprimés       | Exprimés               | Exprimés       | 2 652        | 97,93        | 3 343       | 96,12       |

*sortant

### Canton de la Vallée-du-Sausseron
| Candidat       | Candidat           | Étiquette      | Premier tour | Premier tour | Second tour | Second tour |
| Candidat       | Candidat           | Étiquette      | Voix         | %            | Voix        | %           |
| -------------- | ------------------ | -------------- | ------------ | ------------ | ----------- | ----------- |
|                | Jean-Pierre Bequet | PS             | 2 004        | 32,47        | 3 278       | 52,20       |
|                | Stéphanie Von Euw  | UMP            | 1 864        | 30,20        | 3 002       | 47,80       |
|                | Michel Simonnot    | FN             | 868          | 14,06        |             |             |
|                | Amandine Dewaele   | EÉLV           | 695          | 11,26        |             |             |
|                | Claire Houbert     | SE             | 451          | 7,31         |             |             |
|                | Christine Appiani  | FDG            | 290          | 4,70         |             |             |
|                |                    |                |              |              |             |             |
| Inscrits       | Inscrits           | Inscrits       | 12 922       | 100,00       | 12 922      | 100,00      |
| Abstentions    | Abstentions        | Abstentions    | 6 663        | 51,56        | 6 312       | 48,85       |
| Votants        | Votants            | Votants        | 6 259        | 48,44        | 6 610       | 51,15       |
| Blancs et nuls | Blancs et nuls     | Blancs et nuls | 87           | 1,39         | 330         | 4,99        |
| Exprimés       | Exprimés           | Exprimés       | 6 172        | 98,61        | 6 280       | 95,01       |

Sortant : Gérard Claudel (DVD)

### Canton de Viarmes
| Candidat       | Candidat             | Étiquette      | Premier tour | Premier tour | Second tour | Second tour |
| Candidat       | Candidat             | Étiquette      | Voix         | %            | Voix        | %           |
| -------------- | -------------------- | -------------- | ------------ | ------------ | ----------- | ----------- |
|                | Daniel Desse*        | UMP            | 2 351        | 38,55        | 3 224       | 55,78       |
|                | Christiane Rochwerg  | EÉLV           | 1 686        | 27,65        | 2 556       | 44,22       |
|                | Jean-Claude Delcourt | FN             | 1 540        | 25,25        |             |             |
|                | Bernard Marquet      | FDG            | 521          | 8,54         |             |             |
|                |                      |                |              |              |             |             |
| Inscrits       | Inscrits             | Inscrits       | 14 892       | 100,00       | 14 891      | 100,00      |
| Abstentions    | Abstentions          | Abstentions    | 8 673        | 58,24        | 8 749       | 58,75       |
| Votants        | Votants              | Votants        | 6 219        | 41,76        | 6 142       | 41,25       |
| Blancs et nuls | Blancs et nuls       | Blancs et nuls | 121          | 1,95         | 362         | 5,89        |
| Exprimés       | Exprimés             | Exprimés       | 6 098        | 98,05        | 5 780       | 94,11       |

*sortant